# Alterosa (Minas Gerais)
Alterosa is een gemeente in de Braziliaanse deelstaat Minas Gerais. De gemeente telt 13.810 inwoners (schatting 2009).

## Aangrenzende gemeenten
De gemeente grenst aan Alfenas, Areado, Carmo do Rio Claro, Conceição da Aparecida, Monte Belo en Nova Resende.